# Nalimowo (obwód kurgański)
Nalimowo (ros. Налимово) – wieś (sieło) w Rosji, w obwodzie kurgańskim, w rejonie lebiażjewskim. W 2010 liczyła 336 mieszkańców.